# Lavanttal
Lavanttal är en dal i Österrike.   Den ligger i förbundslandet Kärnten, i den sydöstra delen av landet, 210 km sydväst om huvudstaden Wien.
I omgivningarna runt Lavanttal växer i huvudsak blandskog. Runt Lavanttal är det ganska glesbefolkat, med 48 invånare per kvadratkilometer.